# مارش هاربر
مارش هاربر هي بلدة في جزر أباكو في جزر البهاما، البلدة هي موطناً لأكثر من 5000 نسمة، مارش هاربر هي ثالث أكبر مدينة في جزر البهاما والمركز الرئيسي للسياحة في أباكو. مارش هاربر هي مركز بناء السفن في البهاما، ولكن السياحة تمثل أكبر ايراداتها. يقع وهناك عدد من النزل جيدة. على الرغم من أن ليس للمدينة سحر نيو بلايموث أو هوب تاون، فإن لديها مركز للتسوق وغيرها من المرافق المختلفة التي لا توجد في العديد من المستوطنات خارج الجزيرة. المياه صالحة للشرب, سيارات اجرة, مراكز اتصالات، تجعل من هذا المكان, مكان ممتاز لاستكشاف الجزر الصغيرة المنخفضة في المحيط.
تقع البلدة على شبه جزيرة قبالة الطريق السريع لأباكو الكبرى، التي تدير الجنوب عبر أباكو الكبرى إلى نقطة شيروكي وليتل هاربر. إلى الشمال من المدينة، يسمى الطريق بإس. سي. بوتل السريع.